# 인도 공과대학교
인도 공과대학교(힌디어: भारतीय प्रौद्योगिकी संस्थान, 영어: Indian Institute of Technology (IIT))는 인도의 국립 공과대학교 시스템이다. 인도 정부가 독립한 뒤 국가의 과학, 기계, 공학부문을 심도있게 훈련 및 연구, 발전시키기 위해 특별법을 제정해 1951년 인도 공과대학교 카라그푸르가 최초로 설립되었으며, 2016년에 23번째 캠퍼스인 인도 공과대학교 다와드가 설립되었다. 각각의 캠퍼스는 자주성을 가지며 모든 캠퍼스는 인도 공과대학교 이사회(영어: IIT Council)가 관리한다.
인도 공과대학교 시스템은 설립 이후 인도의 과학과 기술 발전에 큰 기여를 했으며 전 세계적으로 유명한 사업가, 기업가, 교수, 과학자와 엔지니어들을 배출했다. 구글과 IBM, 인포시스, 썬 마이크로시스템즈, 소프트뱅크그룹, 보다폰 등 글로벌 정보통신 기업의 최고경영자 및 창립자를 배출했다.

## 소속 캠퍼스 일람
다음은 7개의 기존 대학 목록이며, 나머지 16개의 캠퍼스는 2008년 이후에 설립된 신설 대학이다.
- 인도 공과대학교 카라그푸르
- 인도 공과대학교 봄베이
- 인도 공과대학교 마드라스
- 인도 공과대학교 칸푸르
- 인도 공과대학교 델리
- 인도 공과대학교 구와하티
- 인도 공과대학교 루르키

|    | 학교                         | 영문               | 약자      | 설립 연도 | IIT로 편입 | 도시         | 주               |
| -- | ---------------------------- | ------------------ | --------- | --------- | ---------- | ------------ | ---------------- |
| 1  | 인도 공과대학교 카라그푸르   | IIT Kharagpur      | IITKGP    | 1951      |            | 카라그푸르   | 서벵골주         |
| 2  | 인도 공과대학교 봄베이       | IIT Bombay         | IITB      | 1958      |            | 뭄바이       | 마하라슈트라주   |
| 3  | 인도 공과대학교 마드라스     | IIT Madras         | IITM      | 1959      |            | 첸나이       | 타밀나두주       |
| 4  | 인도 공과대학교 칸푸르       | IIT Kanpur         | IITK      | 1959      |            | 칸푸르       | 우타르프라데시주 |
| 5  | 인도 공과대학교 델리         | IIT Delhi          | IITD      | 1961      |            | 델리         | 델리 수도지역    |
| 6  | 인도 공과대학교 구와하티     | IIT Guwahati       | IITG      | 1994      |            | 구와하티     | 아삼주           |
| 7  | 인도 공과대학교 루르키       | IIT Roorkee        | IITR      | 1847      | 2001       | 루르키       | 우타라칸드주     |
| 8  | 인도 공과대학교 로파르       | IIT Ropar          | IITRPR    | 2008      |            | 루프나가르   | 펀자브주         |
| 9  | 인도 공과대학교 부바네스와르 | IIT Bhubaneswar    | IITBBS    | 2008      |            | 부바네스와르 | 오디샤주         |
| 10 | 인도 공과대학교 간디나가르   | IIT Gandhinagar    | IITGN     | 2008      |            | 간디나가르   | 구자라트주       |
| 11 | 인도 공과대학교 하이데라바드 | IIT Hyderabad      | IITH      | 2008      |            | 하이데라바드 | 텔랑가나주       |
| 12 | 인도 공과대학교 조드푸르     | IIT Jodhpur        | IITJ      | 2008      |            | 조드푸르     | 라자스탄주       |
| 13 | 인도 공과대학교 파트나       | IIT Patna          | IITP      | 2008      |            | 파트나       | 비하르주         |
| 14 | 인도 공과대학교 인도르       | IIT Indore         | IITI      | 2009      |            | 인도르       | 마디아프라데시주 |
| 15 | 인도 공과대학교 만디         | IIT Mandi          | IITMandi  | 2009      |            | 만디         | 히마찰프라데시주 |
| 16 | 인도 공과대학교 바라나시     | IIT (BHU) Varanasi | IIT (BHU) | 1919      | 2012       | 바라나시     | 우타르프라데시주 |
| 17 | 인도 공과대학교 팔라카드     | IIT Palakkad       | IITPKD    | 2015      | 2015       | 팔라카드     | 케랄라주         |
| 18 | 인도 공과대학교 티루파티     | IIT Tirupati       | IITTP     | 2015      |            | 티루파티     | 안드라프라데시주 |
| 19 | 인도 공과대학교 단바드       | IIT (ISM) Dhanbad  | IIT (ISM) | 1926      | 2016       | 단바드       | 자르칸드주       |
| 20 | 인도 공과대학교 빌라이       | IIT Bhilai         | IITBH     | 2016      | 2016       | 빌라이       | 차티스가르주     |
| 21 | 인도 공과대학교 고아         | IIT Goa            | IITGOA    | 2016      | 2016       | 파마구디     | 고아주           |
| 22 | 인도 공과대학교 잠무         | IIT Jammu          | IITJM     | 2016      | 2016       | 잠무         | 잠무 카슈미르주  |
| 23 | 인도 공과대학교 다와드       | IIT Dharwad        | IITDH     | 2016      | 2016       | 다와드       | 카르나타카주     |

## 역사

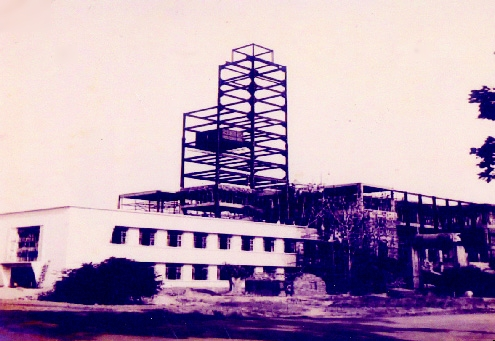
공사 중인 인도 공과대학교 카라그푸르 본관(1955년)

인도 공과대학교의 역사는 1946년에 인도 부왕 행정위원회 위원 조겐드라 싱이 인도의 산업 개발을 위해 고등기술학교(힌디어: उच्च तकनीकी संस्थान, 영어: Higher Technical Institution)의 설립을 논의하고자 위원회를 결성한 데에서부터 시작한다. 날리니 란잔 사르카르가 이끄는 22인 위원회는 인도의 다양한 지역에 매사추세츠 공과대학교와 비슷한 학교를 세우고 부속 중등학교를 세울 것을 권고했다.
1950년 5월에 서벵골주 카라그푸르의 히즐리 수용소가 있던 자리에 첫 인도 공과대학교가 세워졌다. '인도 공과대학교'라는 이름은 1951년 8월 18일에 공식 개교일에 교육부 장관 아불 칼람 아자드가 채택했다. 1956년 9월 15일 인도 의회는 인도공과대학교(카라그푸르)법을 통과시키고 국가 중요 기관으로 선정했다. 인도의 총리 자와할랄 네루는 1956년에 인도 공과대학교 카라그푸르에서 다음과 같이 연설했다.
| “ | 여기 히즐리 수용소터에 인도의 욕망, 인도의 진행 중인 미래를 나타내는 인도의 훌륭한 기념물이 섭니다. 제가 보기에 이 모습은 인도가 마주할 변화를 상징합니다. | ” |

사르카르 위원회의 권고 사항에 따라 4개의 캠퍼스가 봄베이(1958년), 마드라스(1959년), 칸푸르(1959년), 델리(1961년)에 세워졌다. 캠퍼스의 위치는 지역 간 불균형을 막고자 인도 각지로 선정됐다. 아삼주의 학생들은 당시 인도의 총리 라지브 간디에게 아삼주에 새 인도 공과대학교를 세울 것을 요구했고, 1994년에 구와하티에 여섯 번째 캠퍼스가 세워졌다. 2001년에는 인도에서 가장 오래된 공과대학인 루르키 대학교가 인도 공과대학교 루르키로 바뀌었다.
2003년 10월 1일 인도의 총리 아탈 비하리 바지파이는 인도 공과대학교를 더 세우겠다는 계획을 발표했고, 2003년 11월에 인도 공과대학교로 전환할 다섯 곳의 학교를 선정하기 위해 S K 조시 위원회가 구성됐다. 사르카르 위원회의 권고 사항에 근거해 새로운 인도 공과대학교는 인도 각지에서 선정하기로 결정했고, 정부에서 지역 간 불균형을 바로잡겠다는 뜻을 내비치자 16개 주에서 인도 공과대학교의 설립을 요구했다. S K 조시 위원회에서는 인도 공과대학교로 전환하기를 원하는 학교에 엄격한 지침을 규정했고, 일곱 곳의 학교를 최종 후보로 결정했다. 또한 인도 바깥에 인도 공과대학교를 세우는 방안도 논의했지만 깊은 논의는 이루어지지 않았다. 제11차 경제 개발 5개년 계획에 따라 8개 주에 인도 공과대학교를 세우기로 결정했다. 2008년부터 2009년까지 간디나가르와 조드푸르, 하이데라바드, 인도르, 파트나, 부바네스와르, 루프나가르, 만디에 새 인도 공과대학교가 세워졌고, 2012년에는 바라나스 힌두 대학교 공과대학이 인도 공과대학교로 편입됐다.
2015년부터 2016년 사이에 티루파티와 팔라카드, 다와드, 빌라이, 파마구디, 잠무에 새 인도 공과대학교가 세워졌고, 인도 광업대학교 단바드가 인도 공과대학교로 편입됐다.

## 조직
인도의 대통령은 직무상 시찰원으로 인도 공과대학교 조직에서 가장 큰 권한을 행사한다. 대통령 아래에 인도 공과대학교 위원회가 있고, 위원회 아래에 각 캠퍼스의 이사회가 있다.

## 교육

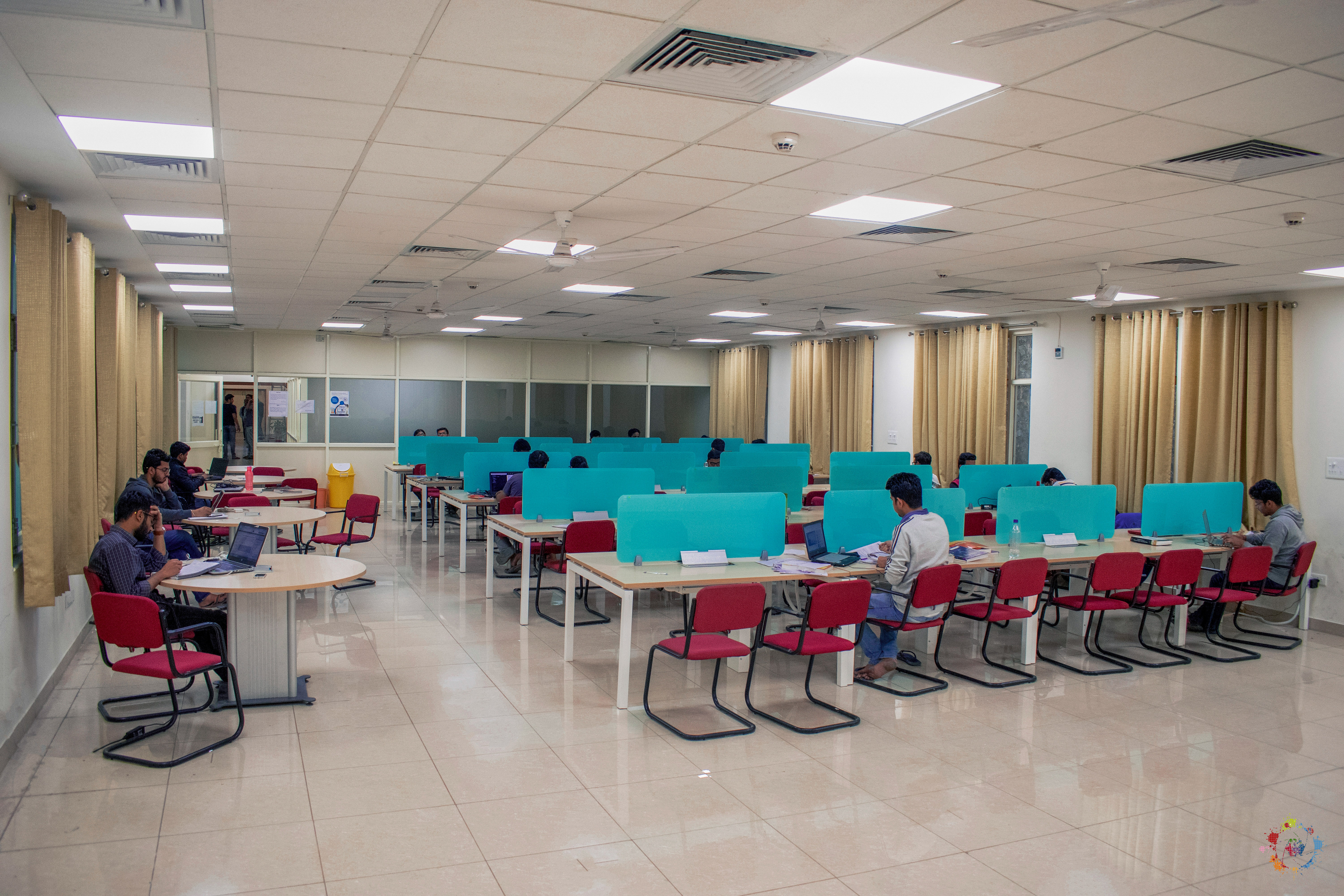
인도 공과대학교 바라나시 도서관에서 공부하는 학생들(2019년)

인도 공과대학교 캠퍼스는 인도 내의 다른 공과대학들보다 더 많은 지원금을 받는다. 대부분의 다른 공과대학들이 받는 정부 지원금이 1년에 1억 루피에서 2억 루피 정도인데 비해 인도 공과대학교의 각 캠퍼스가 받는 지원금은 1년에 9억 루피에서 13억 루피 수준이다.
교원 대 학생 비율은 신설 학교인 인도 공과대학교 만디는 1:8, 인도 공과대학교 간디나가르는 1:9, 인도 공과대학교 인도르는 1:10인데 비해 기존 학교인 인도 공과대학교 봄베이는 1:14, 인도 공과대학교 델리는 1:16, 인도 공과대학교 카라그푸르는 1:19다. 각 캠퍼스는 학부 학생들의 학비의 80% 정도를 보조해 주고, 1959년~1961년 태커 위원회의 권고 사항에 따라 학생들의 학업 의욕을 고취하기 위해 공학 석사 학생들과 방문연구원들에게 장학금을 지급한다. 학부 학생이 1년 동안 부담하는 비용은 18만 루피 정도다. 수업은 영어로 이루어진다.

### 입학
모든 인도 공과대학교의 입학은 공동입학시험 본과 시험과 심화 시험으로 결정한다.
본과 시험은 제1형인 물리학, 화학, 수학과 제2형인 수학, 적성검사, 작도, 계획으로 이루어져 있으며 수험생은 두 형을 모두 보거나 하나만 볼 수 있다. 심화 시험은 제1, 2형 모두 물리학, 화학, 수학으로 이루어져 있다. 시험 문제는 매년 각 캠퍼스에서 돌아가며 낸다. 시험에는 하위 카스트와 소수 부족민, 장애인 등을 위한 전형이 있다. 2020년에는 제1차 시험에 921,261명이 지원했고, 제2차 시험에 858,273명이 지원했다.
시험에 합격한 학생은 진학을 원하는 캠퍼스와 전공의 지망 순위를 공동 좌석 할당 기관(힌디어: संयुक्त सीट आवण्टन प्राधिकरण, 영어: Joint Seat Allocation Authority (JoSAA))에 제출하며 제2차 시험 전국 등수를 기준으로 캠퍼스와 전공이 결정된다. 2019년에는 13,674명이 최종 선발됐다. 인도 내에서는 공동입학시험을 세계에서 가장 힘든 시험 가운데 하나로 손꼽는다.

### 학부 교육
공학 학사(영어: B.Tech.) 학위는 8학기 4년제다. 이중학위 과정이나 학석사 연계 과정은 10학기 5년제다. 학생들에게는 1학년 또는 일부 캠퍼스에서는 1학기를 마친 뒤 학부를 바꿀 수 있는 기회가 주어지지만 기준이 엄격해 성적이 좋은 일부 학생들만이 학부를 바꿀 수 있다.
2학년부터는 소속 학부의 심화 수업을 들으며 인문학이나 사회과학, 경영학 수업도 들어야 한다. 마지막 학년에는 각 캠퍼스의 취업 절차에 따라 기업체로 가거나 원하는 기업에 직접 지원해 취업을 하고 일부는 대학원으로 진학한다.

### 대학원 교육
인도 공과대학교에서는 공학 석사(영어: M.Tech.)와 경영학 석사(영어: MBA), 이학 석사(영어: M.Sc.) 학위를 수여한다. 일부 캠퍼스에서는 특화 대학원 과정을 운영해 디자인 석사(영어: M.Des.), 의학통신학 석사(영어: MMST), 도시계획학 석사(영어: MCP), 문학 석사(영어: MA) 등을 수여한다. 2015년 4월 인도 공과대학교 봄베이는 워싱턴 대학교 세인트루이스와 공동 EMBA 과정을 신설했다.
인도 공과대학교에서는 박사(영어: Ph.D.) 학위도 수여한다. 인도 내에서 수여하는 공학 박사 학위의 약 80%는 23곳의 인도 공과대학교와 31곳의 국립 공과대학교, 인도 과학원에서 수여한다.

## 평가

### 세계
- 타임스 고등교육 세계 대학 랭킹: 2019년 순위에서 7개 기존 학교가 모두 등재되었다.[17]
- QS 세계 대학 랭킹: 2019년 순위에 7개 기존 학교가 모두 등재되었다.[18]
- 세계 대학 학술 랭킹: 2019년 순위에서 기존 6개 학교가 등재되었다.[19]

| 이름                       | QS 세계 공학분야(2019) | QS 아시아 랭킹(2019) | QS 브릭스(BRICS) 랭킹(2019) | NIRF 인도 랭킹(2019) | NIRF 인도 공학랭킹(2019) |
| -------------------------- | ---------------------- | -------------------- | --------------------------- | -------------------- | ------------------------ |
| 인도 공과대학교 봄베이     | 53                     | 33                   | 8                           | 3                    | 3                        |
| 인도 공과대학교 델리       | 61                     | 40                   | 18                          | 4                    | 2                        |
| 인도 공과대학교 마드라스   | 95                     | 48                   | 17                          | 1                    | 1                        |
| 인도 공과대학교 카라그푸르 | 113                    | 53                   | 23                          | 5                    | 4                        |
| 인도 공과대학교 칸푸르     | 125                    | 61                   | 25                          | 6                    | 5                        |
| 인도 공과대학교 루르키     | 197                    | 86                   | 47                          | 8                    | 6                        |
| 인도 공과대학교 구와하티   | 278                    | 107                  | 48                          | 9                    | 7                        |

### 인도 내
- 《국가 기관 순위 프레임워크(NIRF)》: 인도 전국 순위 발표에서 7개 기존 학교가 모두 9위 내에 등재되었다.[20] 공학 분야에서는 7개 기존 학교가 차례대로 최상위에 이름을 올렸다.[20]
- 《국가 중요 기관(INI)》: 21개의 모든 학교가 국가 중요 기관으로 선정되었다. 인도 의회 법에 따라 인도의 최고 국립 대학에게 수여할 수 있는 지위로, 국가의 특정 지역 내에서 숙련된 인력을 개발하는 데 중추적인 역할을 하는 기관이다. 국가 중요 기관은 인도 정부로부터 특별한 인정과 기금을 받는다.[21]

## 사진

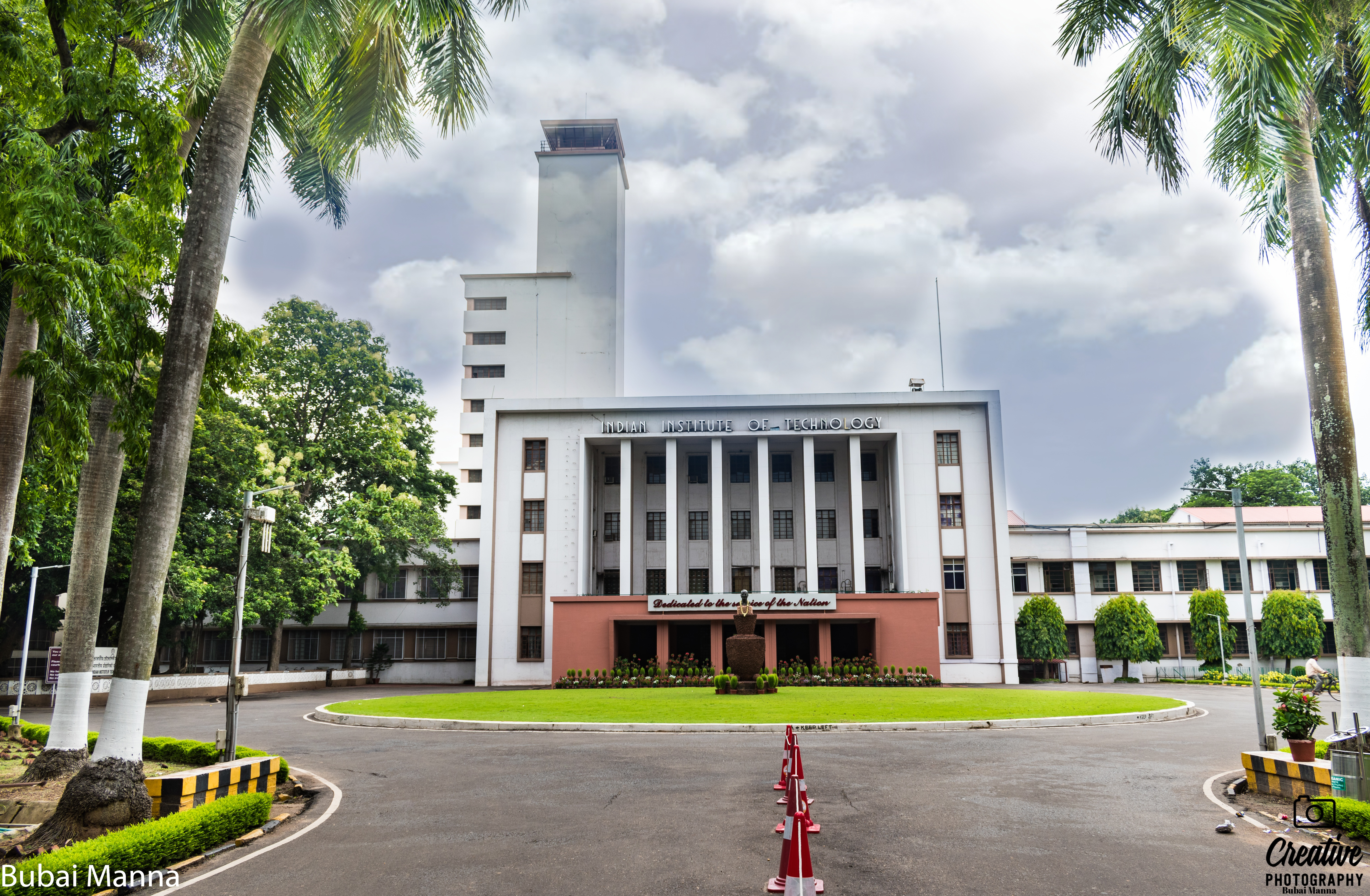
인도 공과대학교 카라그푸르
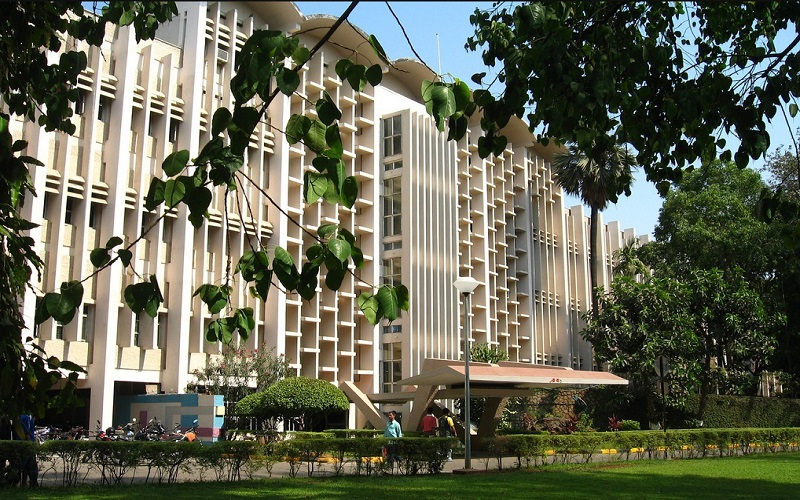
인도 공과대학교 봄베이
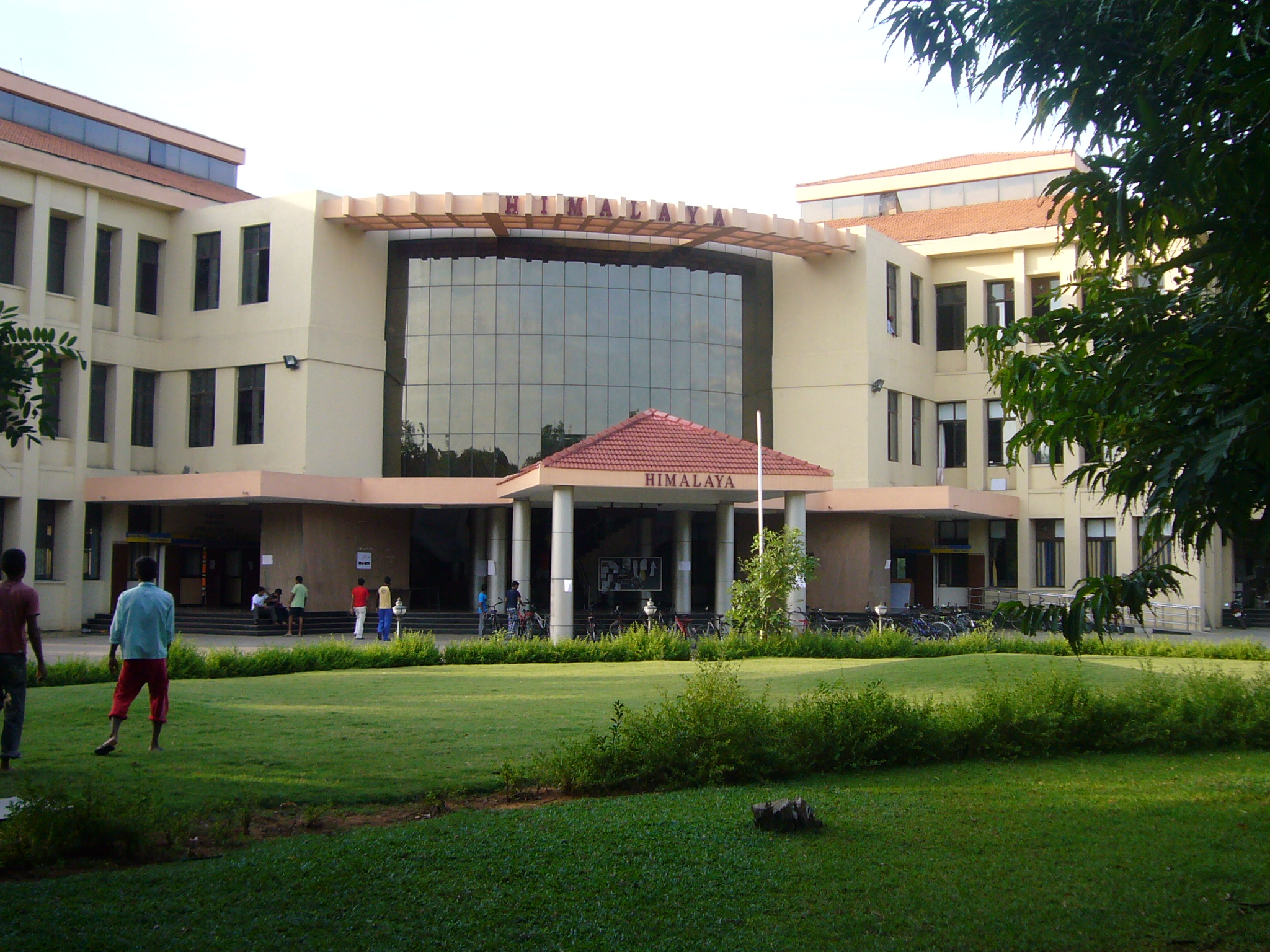
인도 공과대학교 마드라스
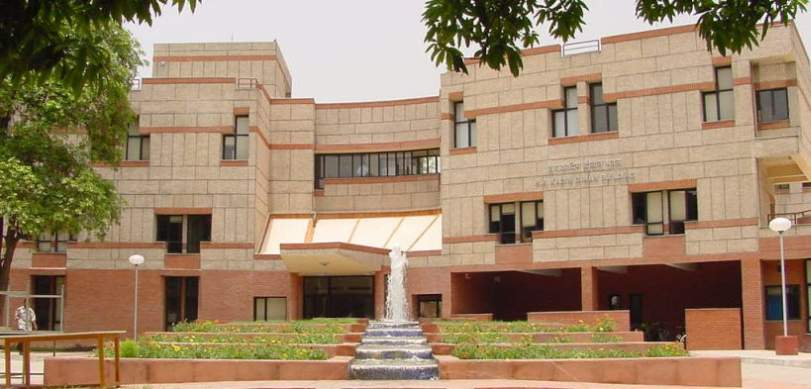
인도 공과대학교 칸푸르
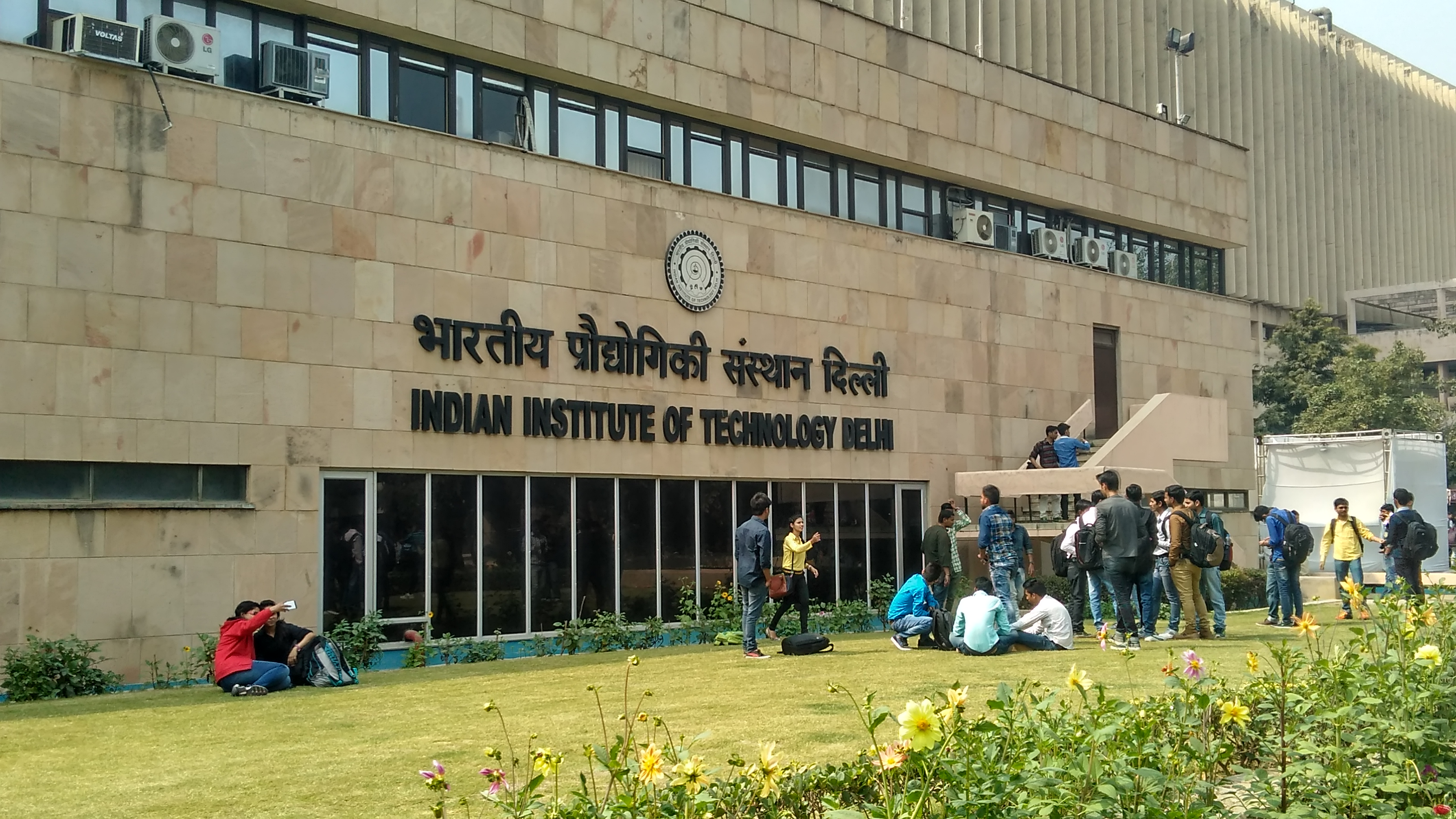
인도 공과대학교 델리
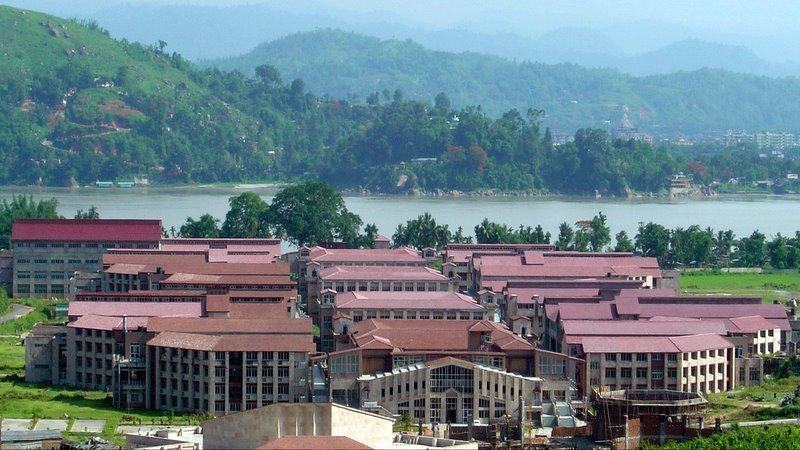
인도 공과대학교 구와하티
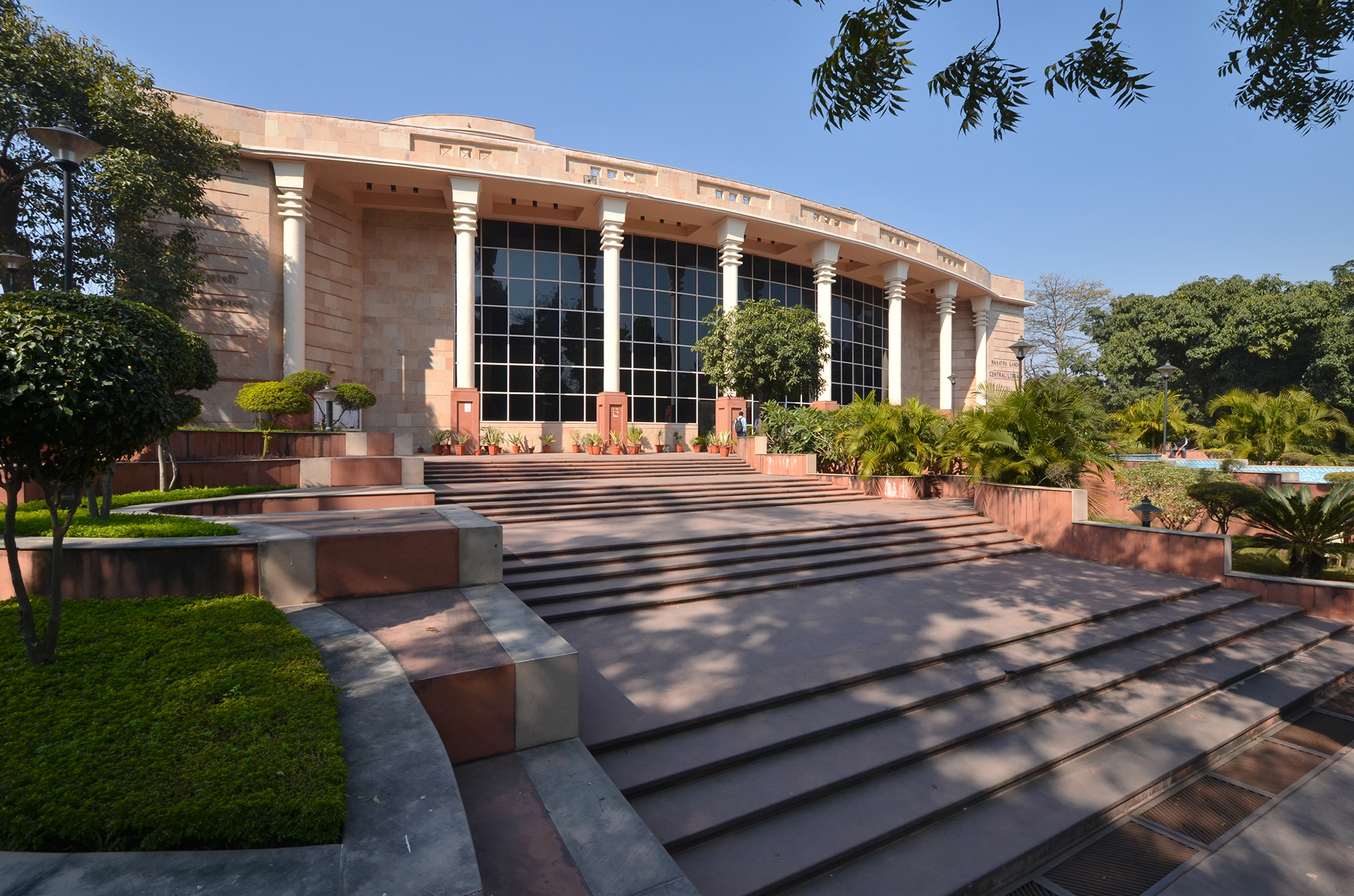
인도 공과대학교 루르키
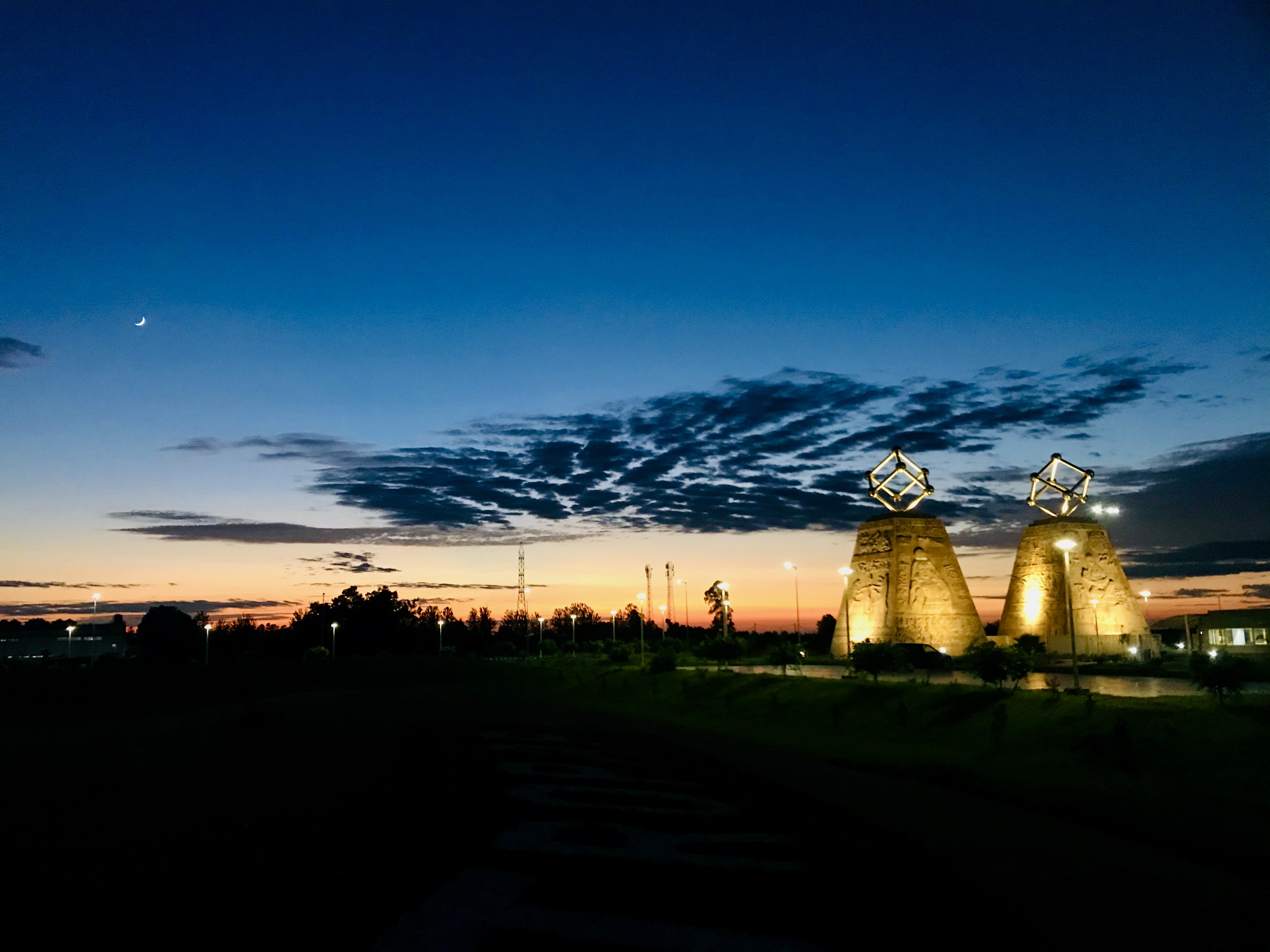
인도 공과대학교 로파르
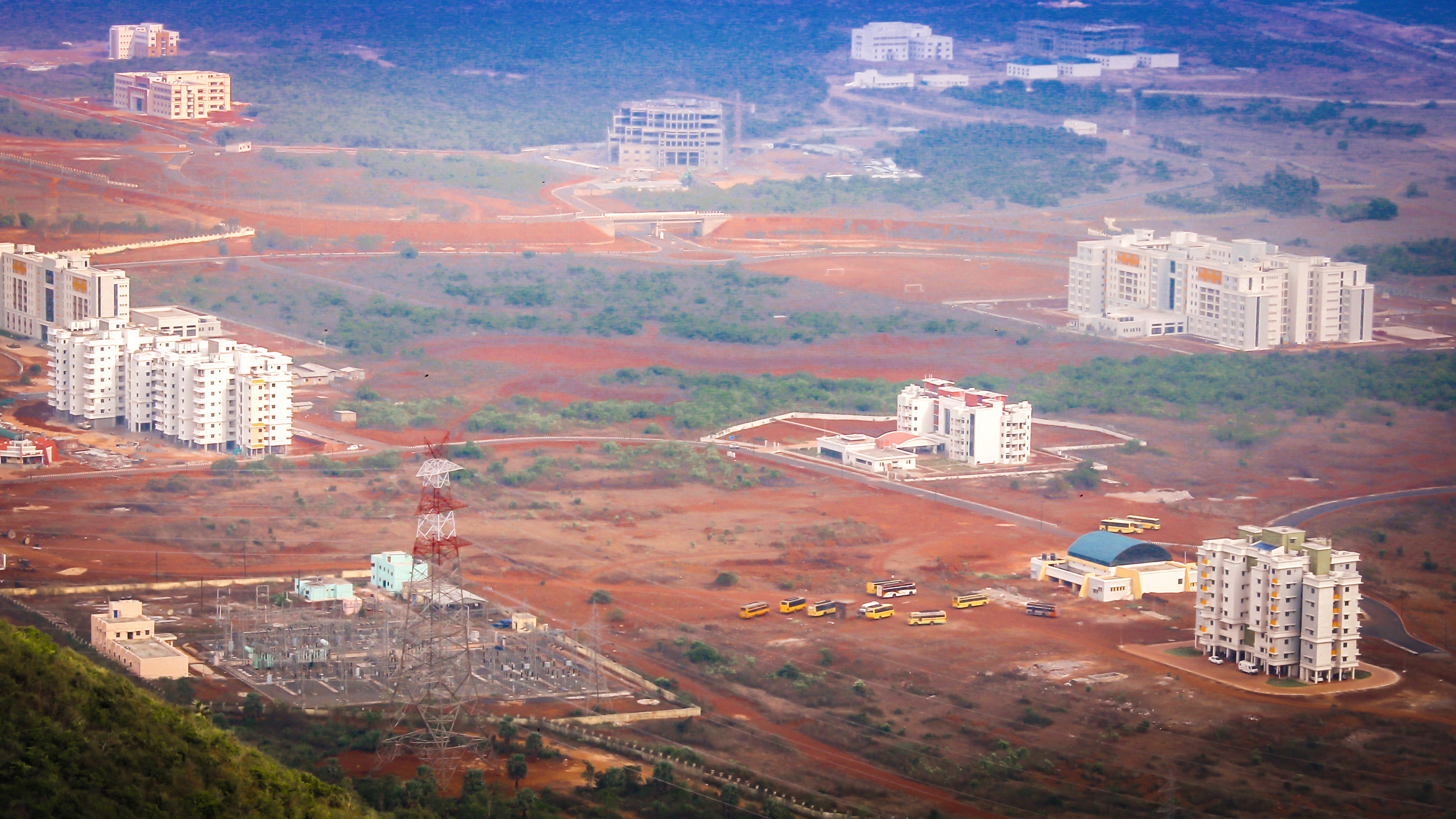
인도 공과대학교 부바네스와르
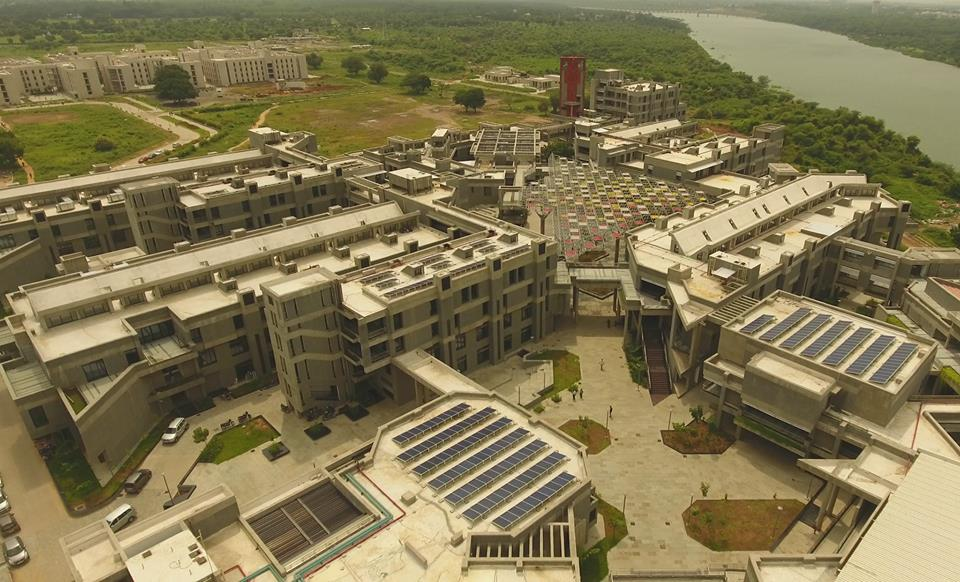
인도 공과대학교 간디나가르
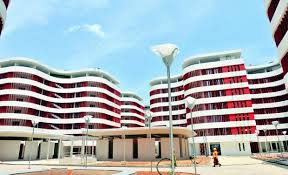
인도 공과대학교 하이데라바드
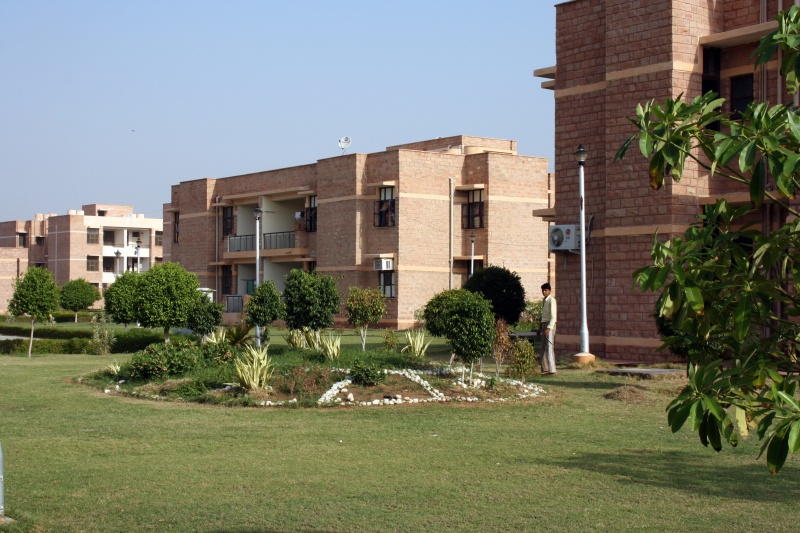
인도 공과대학교 조드푸르
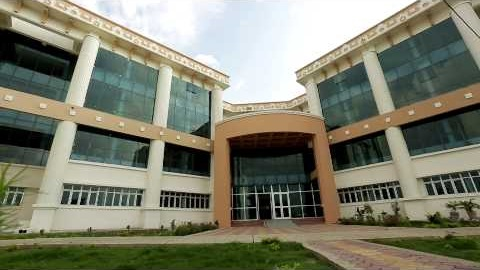
인도 공과대학교 파트나
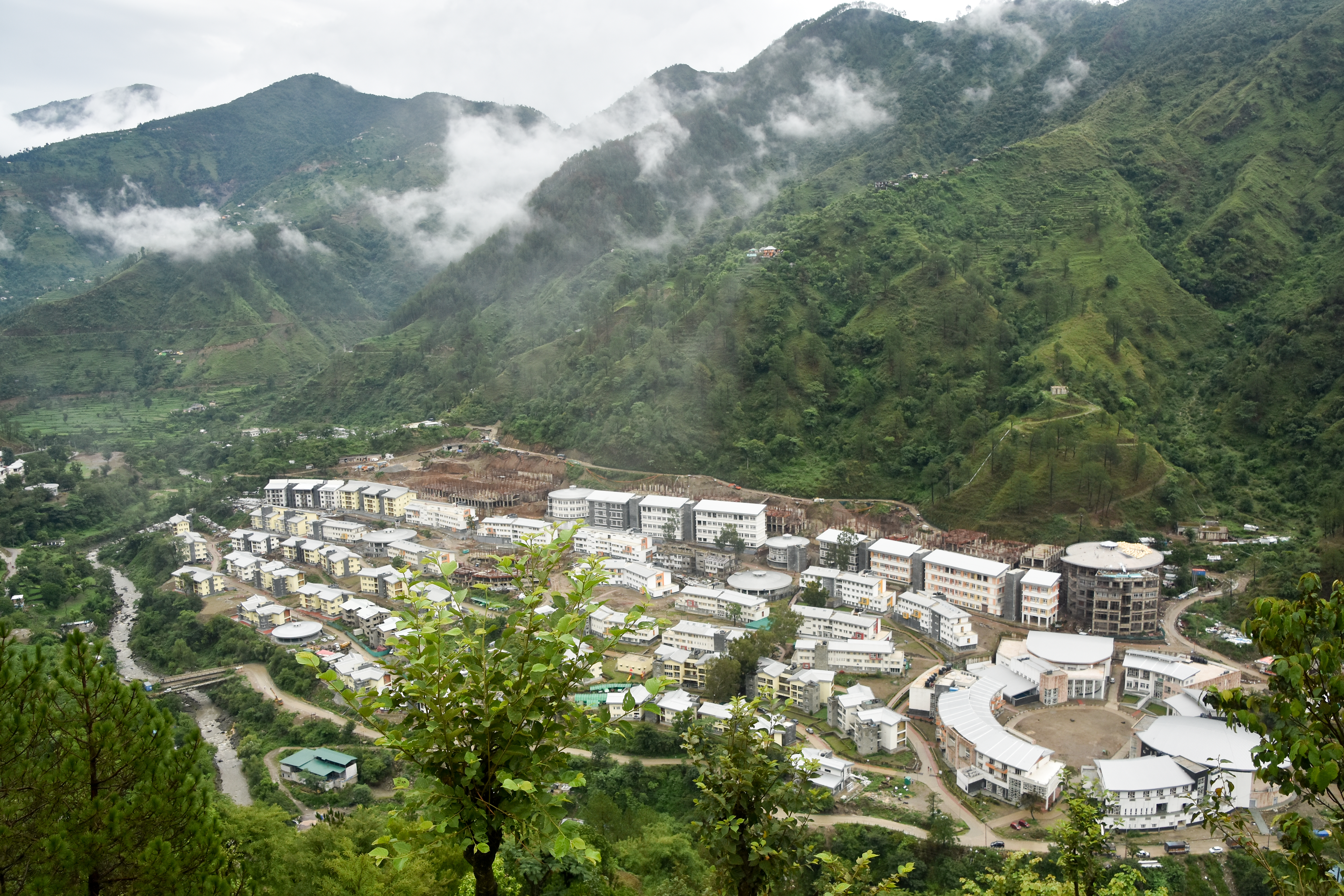
인도 공과대학교 만디
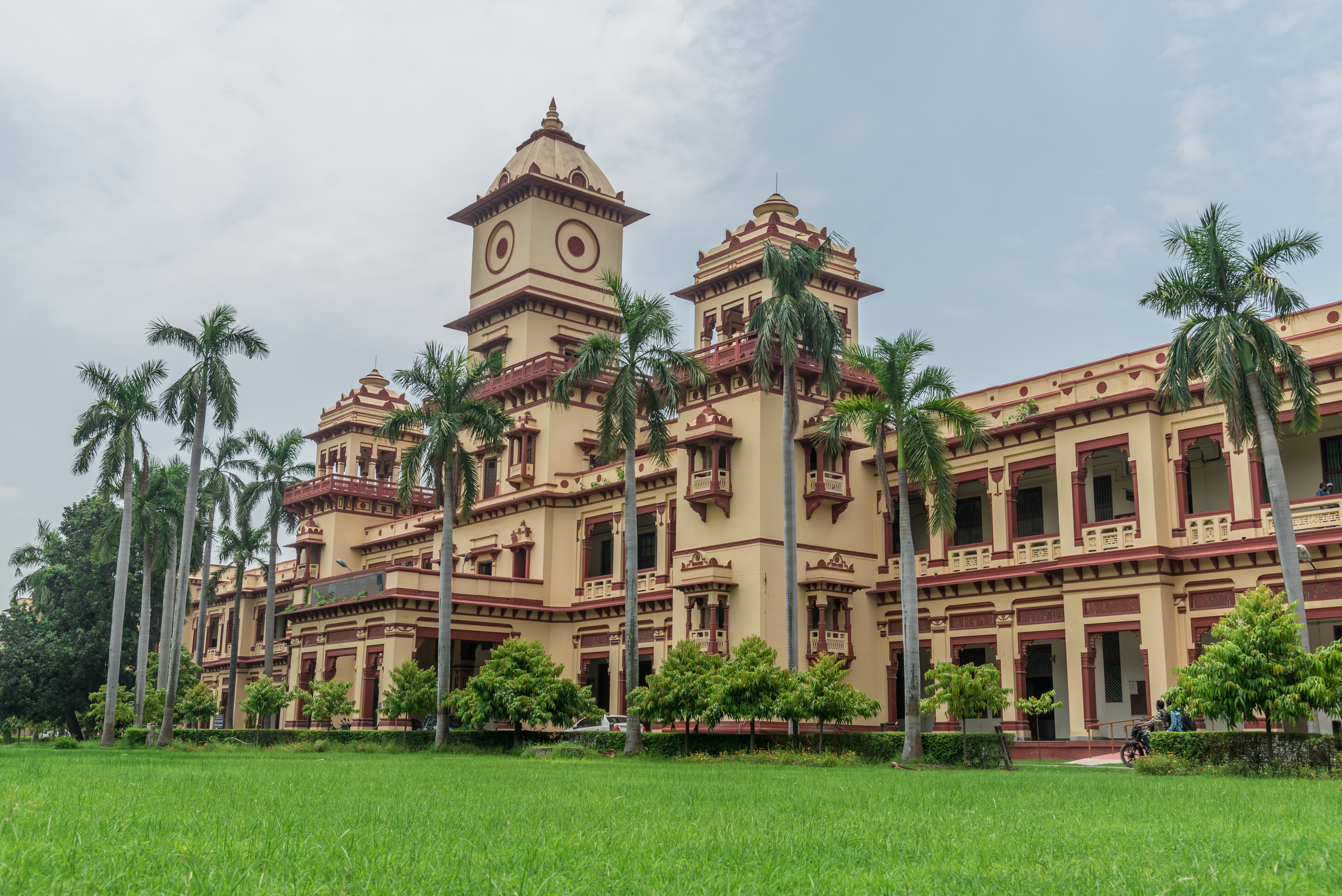
인도 공과대학교 바라나시
인도 공과대학교 팔라카드
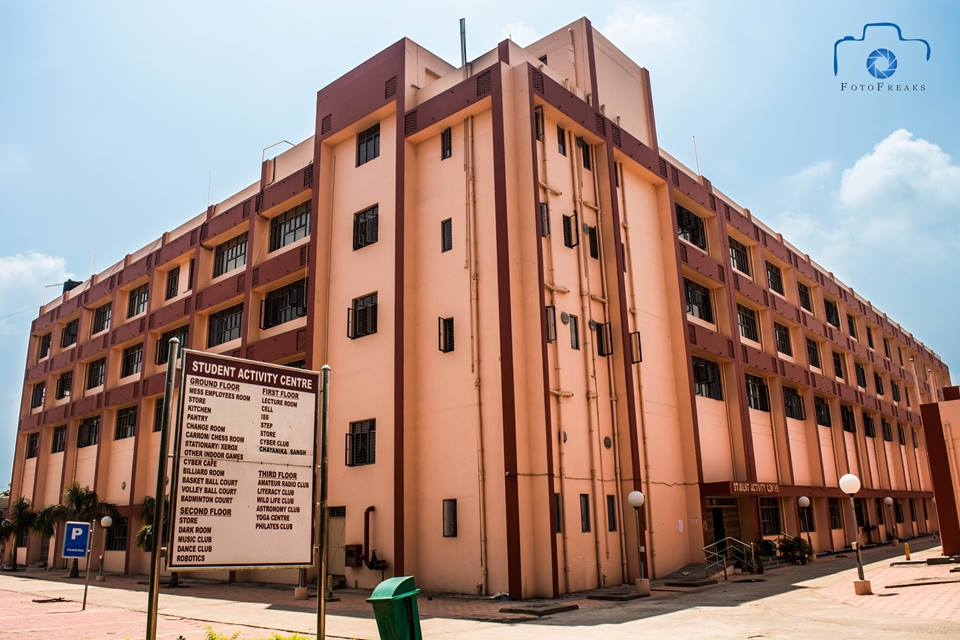
인도 공과대학교 단바드
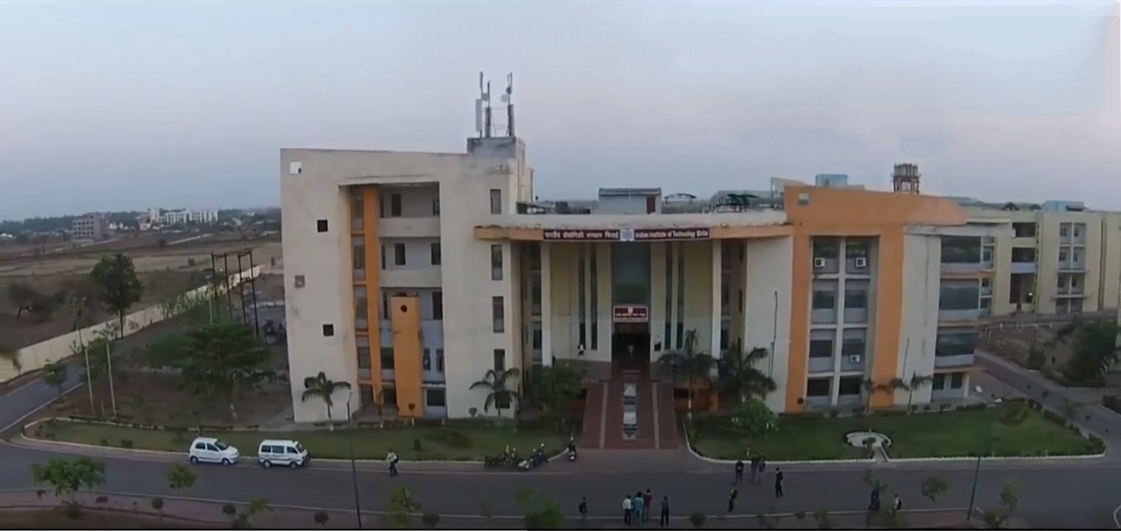
인도 공과대학교 빌라이

## 같이 보기
- 국립 공과대학교